# ザ・タワー 超高層ビル大火災
『ザ・タワー 超高層ビル大火災』（ザ・タワー ちょうこうそうビルだいかさい、原題：타워）は、2012年公開の韓国映画。日本では2013年に公開。

## 出演
- カン・ヨンギ（汝矣島消防署 隊長）：ソル・ギョング（日本語吹き替え声優: 菊池康弘）
- イ・デホ（タワースカイ 施設管理チーフ）：キム・サンギョン（日本語吹き替え声優: 大塚智則）
- ソ・ユニ（タワースカイ フードモール・マネージャー）：ソン・イェジン（日本語吹き替え声優: 勝田詩織）
- ハナ（イ・デホの娘）：チョ・ミナ（野村香菜子）
- ビョンマン（汝矣島消防署 副士長）：キム・イングォン（日本語吹き替え声優: 佐々木祐介）
- イ・ソヌ（汝矣島消防署 新人消防士）：ト・ジハン（日本語吹き替え声優: 室元気）
- キム司祭（タワースカイ 入居者）：イ・ハンウィ（日本語吹き替え声優: 石原辰己）
- インゴン（タワースカイ 調理師）：キム・ソンオ（日本語吹き替え声優: 畠山豪介）
- エジャ：チョン・グクヒャン（日本語吹き替え声優: 北川ゆめ）
- ミンジョン：イ・ジュハ（日本語吹き替え声優: 結城飛鳥）
- 料理長（タワースカイ）：パク・チョルミン
- チョウ（タワースカイ 会長）：チャ・インピョ
- 署長（汝矣島消防署）：アン・ソンギ

日本語吹き替え声優その他：西垣俊作、龍波しゅういち、福里達典、相樂真太郎、狭川尚紀、瀬戸川太一、池崎美穂、照テル子、関口雄吾、河野祐太朗、三好貴也、高木克也、本田和希、白鳥すず芽、窪田雅文、秦正武、岡田信次、山下曜也、服部藍、桑山琴音、廣瀬遼太郎、青山紘大